# 1153
Năm 1153 trong lịch Julius.